# Parc national du Karoo
Le parc national du Karoo est un parc national sud-africain situé non loin de la ville de Beaufort dans la province du Cap-Occidental. Créé en 1979, il couvre 768 km2. Il se trouve entre les régions semi-désertiques du Bas Karoo, à 850 mètres d'altitude, et du Haut Karoo, à plus de 1 300 m d'altitude.

## Faune
Le Karoo est le sanctuaire de hordes de Springbok, Oryx, Zèbre de montagne du Cap, Buffle du Cap, Bubale, Rhinoceros Noir, Eland, Koudou, Oréotrague, Fennec, Chacal à chabraque, Autruches et plus récemment des Lions. C'est également le parc abritant la plus grande diversité de tortues au monde (5 espèces au total).

## Flore
La végétation est composée principalement de Xerophyte nains (Moins d'un mètre de haut).

## Installations
Le parc a un site de camping pour caravanes et tentes, des chalets ainsi qu'un restaurant. Un magasin pour les besoins de première nécessité ainsi qu'une aire de pique-nique. Il est possible de visiter le parc par soi-même ou accompagné d'un guide.